# Joseph Bologne, Chevalier de Saint-Georges
Joseph Bologne, Chevalier de Saint-Georges (ur. 25 grudnia 1745 na Gwadelupie, zm. 10 czerwca 1799 w Paryżu) – francuski kompozytor, wirtuoz skrzypiec. Syn pochodzącej z Senegalu niewolnicy i francuskiego kolonisty zwany „Czarnym Mozartem” („Le Mozart Noir”), stał się pierwszym czarnoskórym muzykiem, który prowadził najważniejsze francuskie orkiestry. Był również szermierzem, nauczycielem jazdy konnej, bawidamkiem i pułkownikiem dowodzącym oddziałem wojskowym w czasie Rewolucji Francuskiej. Należał do najniezwyklejszych postaci XVIII wieku.

## Życiorys

### Wczesne lata na Gwadelupie

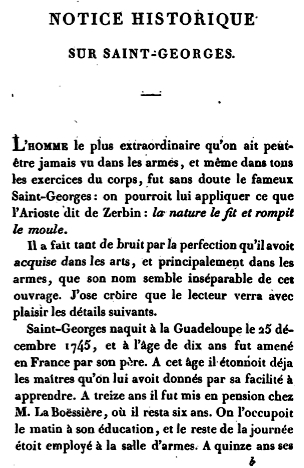
Notatka historyczna na temat Josepha Bologne w Traité de l'art des armes, à l'usage des professeurs et des amateurs (Antoine Texier La Boëssière, 1818)

Joseph Bologne urodził się w dzień Bożego Narodzenia 1745 roku jako syn 16-letniej czarnoskórej niewolnicy Nanon, pochodzącej z Senegalu, i jej właściciela, francuskiego kolonisty George’a de Bologne Saint-George’a (1711–1774), posiadacza plantacji trzciny cukrowej w Saint-Robert, położonej na wzgórzach w pobliżu miasta Baillif na Gwadelupie. Nanon miała status niewolnicy domowej, a rodzina de Bologne traktowała ją bardziej jako drugą żonę Saint-George’a. George de Bologne Saint-George był w tym czasie żonaty z Elizabeth Françoise Jeanne Mérican; pobrali się 8 września 1739 roku, a 21 stycznia 1740 roku urodziła się ich córka, Elizabeth Bénédictine de Bologne, jedyne ich dziecko, które wymienione jest w zachowanych dokumentach dotyczących rodziny. Jedynym wyjątkiem jest tu oświadczenie proboszcza parafii przy kościele św. Franciszka na Basse-Terre, napisane około 1782 w związku ze sporem pomiędzy parafią a rodziną de Boulogne dotyczącym jej praw do pochówku w kaplicy Matki Boskiej w kościele św. Franciszka. W oświadczeniu tym proboszcz stwierdził, że Bologne St- George miał dwoje dzieci, „dziewczynkę i chłopca, oboje zamieszkałe we Francji”. Uważa się, że “chłopcem” tym był Joseph de Bologne Saint George, zwany Chevalier de Saint George. George de Bologne ostatecznie uznał swoje ojcostwo, co było czymś niezwykłym w tamtych czasach, a na edukację syna przeznaczał duże środki finansowe.

### Pobyt we Francji
Około 1749 roku rodzina de Bologne ostatecznie osiadła w Paryżu. W wieku lat 13 Joseph Boulogne został uczniem Boëssière'a, nauczyciela szermierki, pobierał także lekcje jazdy konnej u Dugasta w Tuileries. 8 września 1766 roku w Paryżu stoczył swoją pierwszą publiczną walkę szermierczą przegrywając z Giuseppe Gianfaldonim, który przewidywał, że Joseph Boulogne stanie się najlepszym szermierzem w Europie. Niewiele wiadomo o edukacji muzycznej Josepha Boulogne. Ze zachowanych zapisków wynika, że pobierał on lekcje muzyki u Platona, zarządcy plantacji ojca na Santo Domingo (gdzie rodzina przez pewien czas mieszkała), przypuszcza się również, że uczył się on gry na skrzypcach u Leclaira i kompozycji u Gosseca we Francji. Z uwagi na długi związek zawodowy z Gossekiem Joseph Bologne otrzymał prawdopodobnie od niego sporo porad we wczesnym okresie swojej kariery.
Jego ojciec był szanowanym mecenasem muzyków, otrzymywał dedykacje od licznych kompozytorów, w tym od włoskiego skrzypka Antonia Lolliego i Carla Stamitza. W 1770 roku ten ostatni zadedykował mu sześć kwartetów orkiestrowych op.1 wyrażając się przy tym pochlebnie o jego synu. Sam Joseph Bologne otrzymał również szereg dedykacji we wczesnym okresie swej kariery; wśród nich znalazły się zwłaszcza dwa koncerty skrzypcowe op. 2 Lolliego (1764) i sześć triów op. 9 Gosseca.

### Kariera muzyczna
W 1769 roku Joseph Bologne został pierwszym skrzypkiem w orkiestrze Concert des Amateurs Gosseca. Orkiestra ta była jak na tamte czasy duża, liczyła do 76 muzyków, w tym 40 skrzypków. W jej skład wchodzili zarówno renomowani muzycy francuscy, jak i wirtuozi zagraniczni. Na jej repertuar składały się utwory nowe, zwłaszcza symfonie, koncerty i symfonie koncertujące. Orkiestrze patronowali hrabia d' Ogny i, być może, ojciec Josepha Boulogne.
Kiedy Gossec został w 1773 roku dyrektorem Concert Spirituel, Joseph Boulogne zastąpił go na stanowisku dyrektora muzycznego i kierownika orkiestry Concert des Amateurs, która szybko zdobyła uznanie jako jedna z najlepszych orkiestr we Francji.
Wiosną 1773 roku Joseph Bologne opublikował swoje pierwsze kompozycje – sześć kwartetów smyczkowych, a nieco później, w tym samym roku – dwa koncerty na skrzypce i orkiestrę op. 2, z którymi zadebiutował publicznie jako solista. Według gazety Mercure de France dzieła te zostały przyjęte entuzjastycznie, zarówno jeśli chodzi o doskonałość wykonania jak i samą kompozycję. Wiadomości o głośnych występach Amateurs doszły do Wersalu. W 1774 roku młoda królowa Maria Antonina zaprosiła Josepha Bologne do wspólnego muzykowania. Joseph Bologne stał się jej konsultantem muzycznym, a nawet przez pewien czas nauczycielem. Aż do wybuchu rewolucji cieszył się uprzywilejowanymi stosunkami z królową, która regularnie podróżowała do Paryża, aby uczestniczyć w jego koncertach, a nawet oglądać go jeżdżącego na łyżwach na zamarzniętej Sekwanie.
W 1777 roku Joseph Bologne zadebiutował jako kompozytor operowy, wystawiając Ernestine w Comédie Italienne. Jak w przypadku wielu innych kompozytorów, jego talent dramatyczny, korzystny w muzyce instrumentalnej, okazał się w dużej mierze nieprzydatny dla potrzeb teatru. W tym samym roku Joseph Bologne dołączył do prywatnego teatru Madame de Montesson, która potajemnie poślubiła księcia Orleanu. Książę umieścił Josepha Boulogne we własnej drużynie łowieckiej w swojej siedzibie w Le Raincy. Po rozwiązaniu Concert des Amateurs w styczniu 1781 roku, prawdopodobnie z powodu problemów finansowych, Joseph Bologne założył orkiestrę Concert de la Loge Olympique, dla potrzeb której hrabia d'Ogny zlecił Haydnowi skomponowanie sześciu symfonii paryskich.

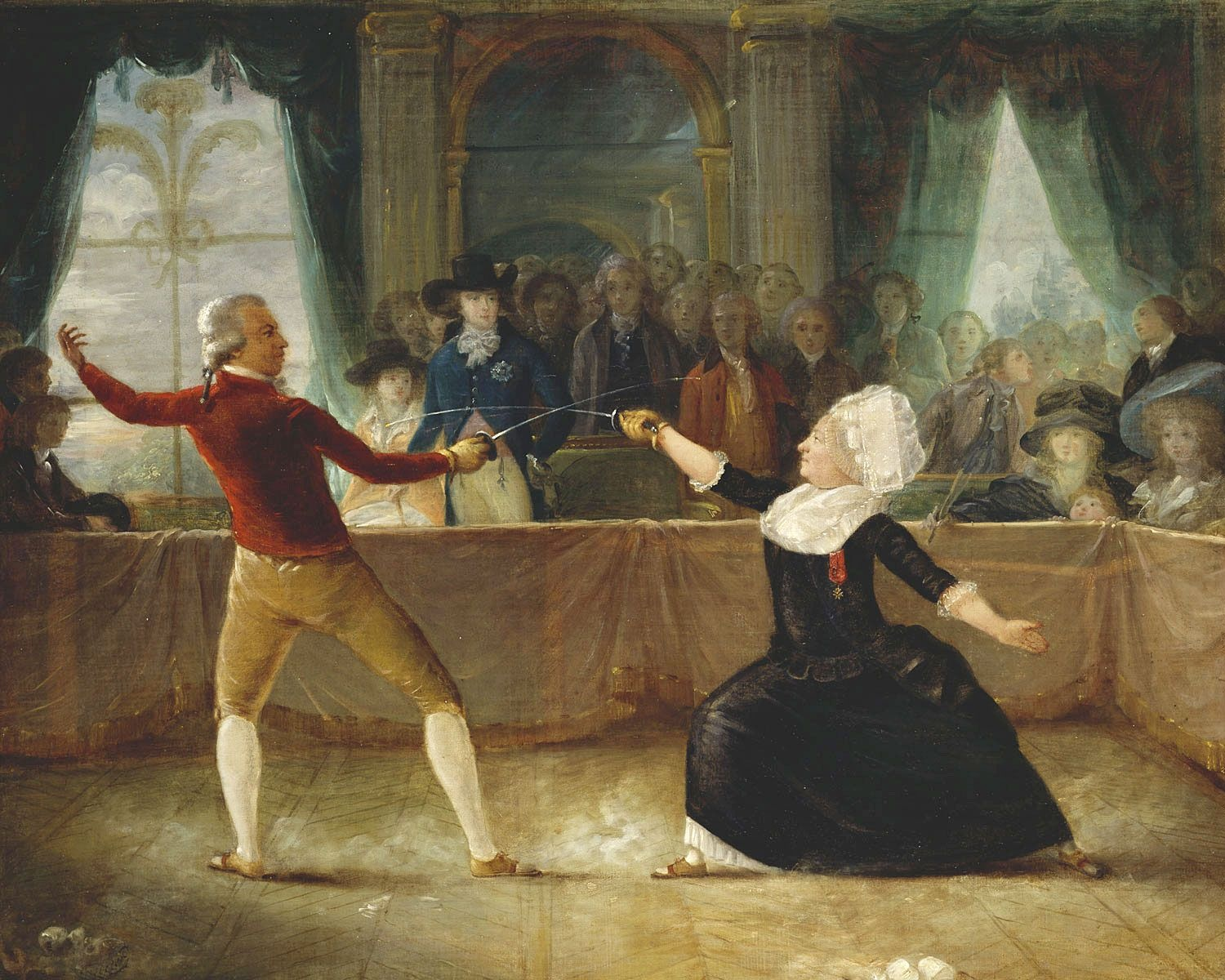
Alexandre-Auguste Robineau, Pojedynek szermierczy pomiędzy Chevalierem de Saint-George a Chevalierem d’Éon (ok. 1787–1789)

Po śmierci księcia Orleanu w 1785 roku Joseph Bologne stracił swoją pozycję w jego domu i wyjechał do Londynu, gdzie w Angelo’s Academy dawał pokazowe walki szermiercze. 9 kwietnia 1787 roku książę Walii zorganizował towarzyski pojedynek szermierczy pomiędzy 42-letnim wówczas Josephem Bologne a 59-letnią kobietą, Francuzką Madame d’Éon, którą był w rzeczywistości Charles d’Éon de Beaumont, przebrany za kobietę dyplomata, wykonujący w ten sposób przez wiele lat zadania szpiegowskie za granicą na rzecz króla Francji. D’Éon był wszechstronnie utalentowanym literatem, prawnikiem i żołnierzem. Gdy stracił względy na dworze królewskim, z obawy o swoje życie ćwiczył codziennie szermierkę. Pojedynek pomiędzy nimi wygrał Joseph Bologne, mimo iż dwa lata wcześniej zerwał ścięgno Achillesa, tracąc częściowo sprawność fizyczną.
W 1787 roku Joseph Bologne powrócił do Paryża. Skomponował cieszącą się umiarkowanym powodzeniem komedię La fille-garçon, po czym powrócił do pracy z Concert de la Loge Olympique.

### Okres Rewolucji Francuskiej
W latach bezpośrednio poprzedzających wybuch Rewolucji Francuskiej Joseph Bologne osiągnął szczyt sławy jako kompozytor, wykonawca i wirtuoz. Ostatnia dekada jego życia została całkowicie zdominowana przez Rewolucję. Miał on świadomość, że jego matka była niewolnicą, a swoje sukcesy zawdzięczał jedynie życzliwości i dobrej woli swego ojca, a później częściowo swemu talentowi. Jako mulat miał większe prawa niż niewolnik, ale mimo swego nazwiska i sławy był w pewnym stopniu zawsze zdany na litość białych. Kiedy podczas Rewolucji 26 sierpnia 1789 roku proklamowano Deklarację praw człowieka i obywatela, Joseph Bologne dojrzał w niej szansę dla siebie i postanowił zaoferować swoje usługi armii rewolucyjnej, gdy powstała ku temu okazja.
W ciągu sześciu miesięcy od wybuchu rewolucji Concert de la Loge Olympique został rozwiązany, a Joseph Bologne wyjechał do Anglii w towarzystwie księcia Orleanu, Philippe’a-Egalité. Utrzymywał się dając pokazowe walki szermiercze w Londynie oraz w Brighton, w obecności księcia Walii. W 1790 roku powrócił do Paryża, ale niezadowolony ze stanu rzeczy, jaki zastał, wyruszył wraz z aktorką Louise Fusil i waltornistą Lamothem w trasę koncertową po północnej Francji. Gdy jednak w czerwcu 1791 roku zarządzono powiększenie Gwardii Narodowej o 91 000 ochotników z całej Francji, Joseph Bologne, mieszkający wówczas w Lille, zadeklarował chęć udziału w tym przedsięwzięciu. We wrześniu 1792 roku podjęto decyzję o utworzeniu oddziału, w skład którego miało wejść tysiąc żołnierzy, mulatów i czarnych, w tym 800 piechurów i 200 kawalerzystów. Oddział otrzymał nazwę Légion franche de cavalerie des Américains et du Midi, ale później był nazywany Légion St-George, od nazwiska swego dowódcy, pułkownika Josepha Bologne de Saint George. Oddział wziął udział w kilku walkach. Punkt zwrotny nastąpił w chwili, gdy 11 maja 1793 roku Joseph Bologne został bezpodstawnie oskarżony o defraudację środków finansowych, przeznaczonych na potrzeby oddziału.

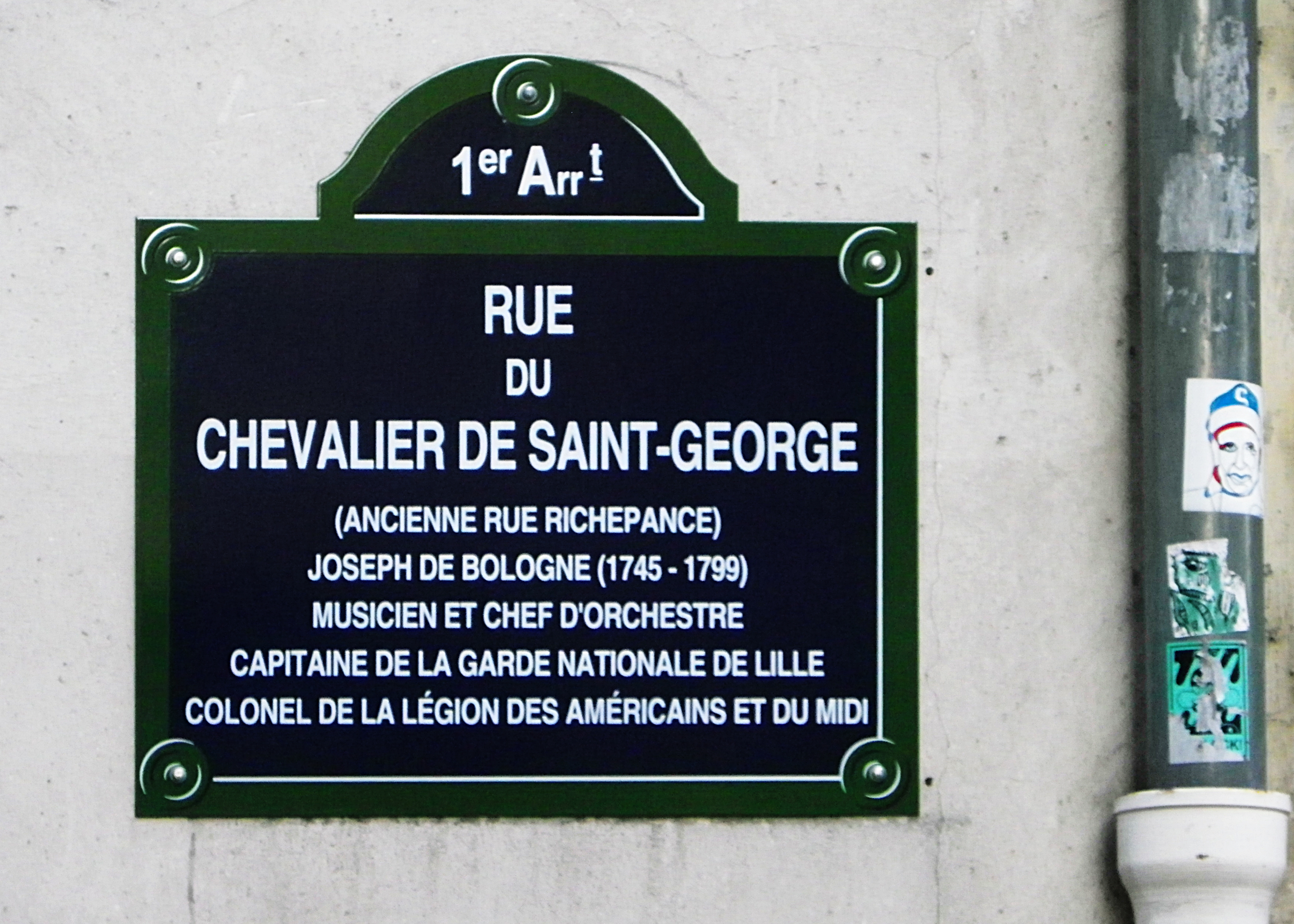
Tabliczka z nazwą ulicy im. Josepha Bologne

We wrześniu został pozbawiony dowództwa, a następnie uwięziony. Po 18-miesięcznym pobycie w więzieniu został uwolniony, ale nie przywrócono go do poprzednio sprawowanej funkcji, zabroniono mu też spotykania się z byłymi towarzyszami broni. Pozostając bez zajęcia, Joseph Bologne prowadził z Lamothem życie włóczęgi. Przez pewien czas mieszkał na Santo Domingo, po czym rozczarowany i zniechęcony powrócił do Francji. W 1797 roku próbował zaciągnąć się do wojska, ale bez powodzenia. Zmarł w Paryżu 10 czerwca 1799 roku z powodu choroby pęcherza moczowego. W 1802 roku, po przywróceniu przez Napoleona niewolnictwa, jego muzyka została zakazana, a wiele utworów zniszczono.
W lutym 2002 roku mer Paryża, Bertrand Delanoë uczcił pamięć Josepha Bologne, zmieniając nazwę jednej z ulic na rue Chevalier de Saint-George.

## Twórczość

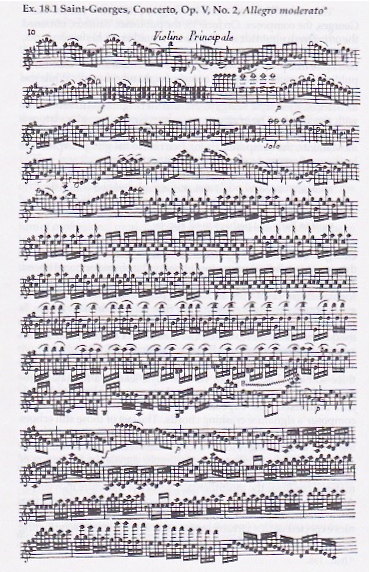
Fragment głosu skrzypiec solo z koncertu op. 5 nr 2

### Muzyka instrumentalna
Joseph Bologne pozostawił liczne kompozycje na skrzypce, świadczące o jego talencie kompozytorskim i wykonawczym: 
- 6 kwartetów na 2 skrzypiec, altówkę i basse de violon[b], op. I (1773);
- 10 koncertów na skrzypce i orkiestrę kameralną (skrzypce I i II, altówka, wiolonczela, kontrabas, 2 oboje lub flety i 2 rogi ad libitum) op. II, III, IV, V, VII i VIII (po 1775);
- symfonie koncertujące z 2 skrzypiec solo;
- 3 sonaty na klawesyn lub fortepian, z towarzyszeniem skrzypiec obbligato (1781);
- 3 sonaty skrzypcowe (posth.)[6]

### Opery
- Ernestine (1777)[7]
- La chasse (1778)[7]
- L’Amant anonyme (1780)[7]
- La Fille Garçon (1787)[8]